# Museu del Molí Fariner
El Museu del Molí Fariner és un museu etnològic situat a l'edifici d'un antic molí al poble d'Agullent.

## Història
El 14 d'abril de 2018, la Conselleria de Cultura de la Generalitat Valenciana va reconéixer la col·lecció museogràfica Molí Fariner d’Agullent, de l’Ajuntament de la vila d’Agullent, com a col·lecció museogràfica permanent de la Comunitat Valenciana.
El museu pertany a la Xarxa de Museus Etnològics Locals de la Diputació de València, gestionada en el que es refereix a mitjans humans i materials destinats al manteniment de la Xarxa, per L'ETNO.

## Contingut
La col·lecció permanent tracta sobre l'ofici de moliner. Es tracta fonamentalment d'una col·lecció d'objectes trobats durant les obres que s'han anat succeint a l'edifici, que inclou principalment eines d'ús en molineria, com ara torns i sedassos de classificació, assecador (secaor), moles volandera i sotana, així com estris d'ús domèstic i d'il·luminació. Manté el sistema de reg procedent de la Font Jordana, i la límpia, lloc on es netejava el blat; però el procés que accionava la maquinària a partir de la força de l'aigua l ja no és visible al complet, ja que les obres realitzades als anys noranta van condemnar la zona de la cacau, l'espai on hi havia el rodet, una roda amb aletes que girava amb l'impuls de l'aigua i que era l'encarregada de donar força a la maquinària del molí.
El museu també acull exposicions temporals sobre activitats tradicionals.

## Seu
El molí és al carrer José María Casanova García, al centre del nucli urbà d'Agullent. L'edifici va ser, un molí l'ús del qual està documentat des del segle XV fins a la dècada de 1980. A l'origen estava envoltat d'hortes regades per la Font Jordana, la qual també proporcionava les aigües que movien el molí.
El Molí Fariner va estar funcionant molts anys com a restaurant amb una concessió municipal. Des de l'establiment del museu, l'edifici és seu estable de la col·lecció museogràfica i també allotjament rural.